# Tschonoskis Hainbuche

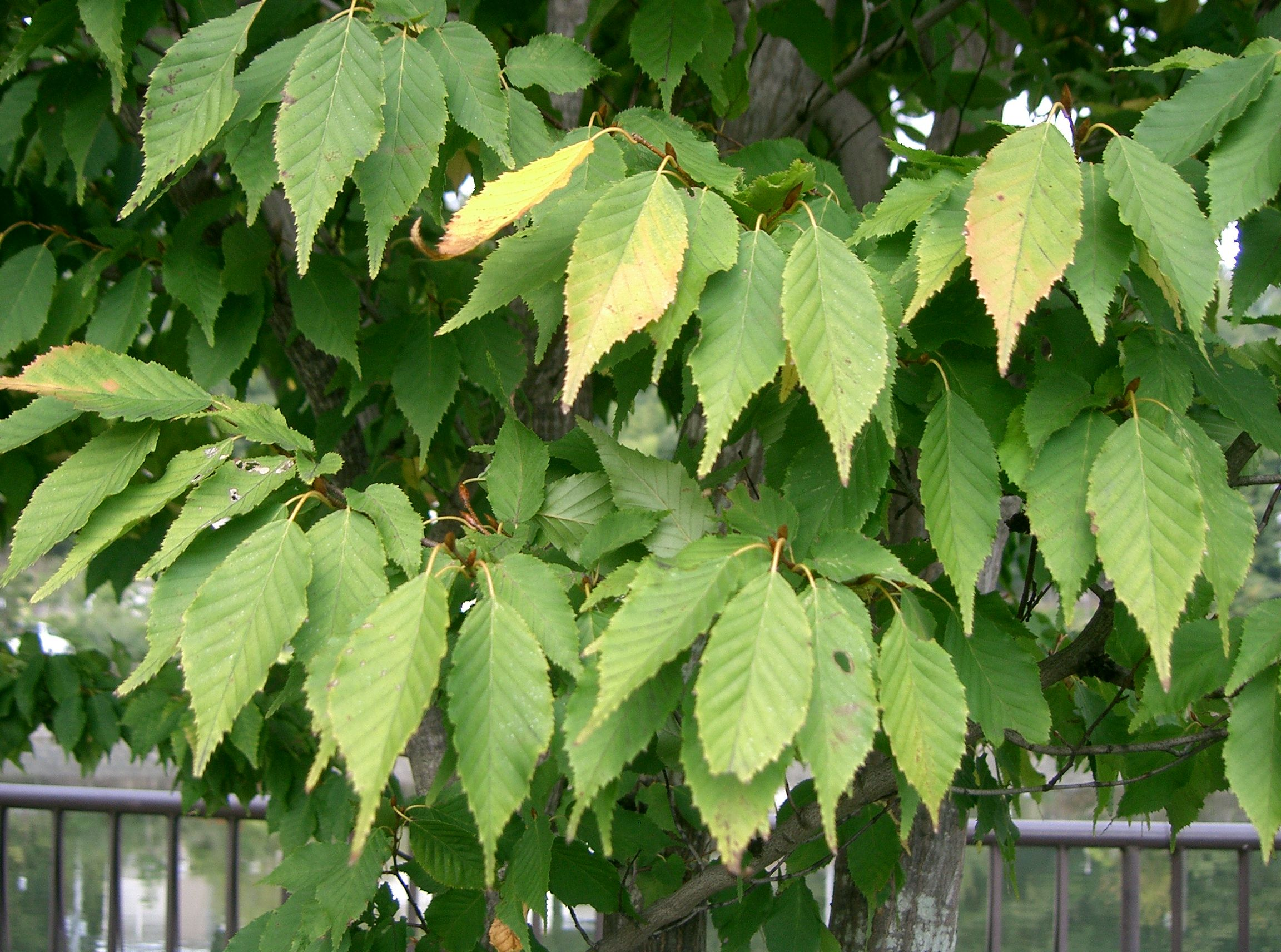
Laubblätter

Tschonoskis Hainbuche (Carpinus tschonoskii) ist ein kleiner Baum aus der Unterfamilie der Haselnussgewächse (Coryloideae). Das natürliche Verbreitungsgebiet der Art liegt in Japan, Korea und China. Das Holz wird nur selten wirtschaftlich genutzt.

## Beschreibung
Tschonoskis Hainbuche ist ein bis zu 25 Meter hoher Baum mit dunkelgrauer Rinde. Die Zweige sind braun und anfangs spärlich zottig behaart. Die Laubblätter haben einen 0,8 bis 1,5 Zentimeter langen, flaumig behaarten Stiel. Die Blattspreite ist 5 bis 12 Zentimeter lang und 2,5 bis 5 Zentimeter breit, elliptisch, länglich oder eiförmig-lanzettlich, zugespitzt bis geschwänzt, mit mehr oder weniger gerundeter bis spitzer Basis und einem unregelmäßig doppelt borstig gesägten Rand. Es werden 14 bis 16 Nervenpaare gebildet. Beide Seiten junger Blätter sind zottig behaart und später nur mehr entlang den Blattadern spärlich zottig behaart sonst verkahlend. Die Blattunterseite zeigt Achselbärte.
Die weiblichen Blütenstände sind 6 bis 10 Zentimeter lang und 1 bis 4 Zentimeter breit. Die Blütenstandsachse ist 1 bis 4 Zentimeter lang und spärlich zottig behaart. Die Tragblätter sind 3 bis 3,5, selten ab 2,5 bis 5 Zentimeter lang, 0,8 bis 1,2 Zentimeter breit, eiförmig- oder sichelförmig-lanzettlich, spitz oder lang zugespitzt, mit eingerollten Blattöhrchen aber ohne Lappen an der Basis. Der äußere Blattrand ist entfernt gezähnt der innere Teil ist ganzrandig. Es werden vier oder fünf deutlich sichtbare Blattadern gebildet. Die Blattoberseite ist entlang der netzartig angeordneten Adern spärlich seidig-zottig behaart.  Als Früchte werden 4 bis 5 Millimeter lange und 3 bis 4 Millimeter breite, bis auf die spärlich behaarte Spitze kahle und deutlich gerippte Nüsschen gebildet, die manchmal harzig sein können. 
Tschonoskis Hainbuche blüht von Mai bis Juni, die Früchte reifen von Juli bis August.
Die Chromosomenzahl beträgt 2n = 64.

## Vorkommen und Standortansprüche
Das natürliche Verbreitungsgebiet liegt in Japan auf Honshū, Kyushu und Shikoku; auf der Koreanischen Halbinsel und in China in den Provinzen Anhui, Guangxi, Guizhou, im Westen von Henan, in Hubei, Hunan, Jiangsu, Jiangxi, Sichuan, Yunnan und Zhejiang. Tschonoskis Hainbuche wächst in artenreichen Wäldern in Höhen von 1100 bis 2400 Metern auf frischen bis feuchten, sauren bis neutralen, sandig- oder lehmig-humosen Böden an sonnigen bis halbschattigen Standorten. Die Art ist wärmeverträglich und meist frosthart. Das Verbreitungsgebiet wird der Winterhärtezone 5a zugeordnet mit mittleren jährlichen Minimaltemperaturen von −28,8 bis −26,1 °C (−20 bis −15 °F).

## Systematik
Tschonoskis Hainbuche (Carpinus tschonoskii) ist eine Art aus der Gattung der Hainbuchen (Carpinus). Diese wird in der Familie der Birkengewächse (Betulaceae) der Unterfamilie der Haselnussgewächse (Coryloideae) zugeordnet. Die Art wurde 1882 von Karl Johann Maximowicz erstmals wissenschaftlich beschrieben. Der Gattungsname Carpinus stammt aus dem Lateinischen und wurde schon von den Römern für die Hainbuche verwendet.

## Verwendung
Das Holz von Tschonoskis Hainbuche wird nur selten wirtschaftlich genutzt.

## Nachweise